# Dalmacio Negro Pavón
Dalmacio Negro Pavón   (Madrid, 23 de desembre de 1931 - Madrid, 23 de desembre de 2024) fou un politòleg, filòsof i catedràtic espanyol, membre de la Reial Acadèmia de Ciències Morals i Polítiques.
Era doctor en Ciències Polítiques i llicenciat en Dret i Filosofia. Va ser professor titular de "Fonaments de Filosofia" i "Filosofia de la Història" i catedràtic de "Història de les Idees i Formes Polítiques" en la Universitat Complutense. Va ser catedràtic emèrit de Ciència Política en la Universitat CEU San Pablo on participà en la docència de la llicenciatura de Ciències Polítiques i de l'Administració, així com en la implantació del nou Grau de Ciència Política (Procés de Bolonya). Va dirigir, així mateix, el Seminari d'Estudis Polítics "Luis Díez del Corral". Amb periodicitat setmanal, seguia un text de Teoria Política i Història de les Idees, mentre professors, doctorands, alumnes de grau i professionals liberals ho comenten al costat del professor. En relació amb la conjuntura política d'Espanya, va assenyalar que "la situació era pre-revolucionària".